# ASC 890
ASC 890 (Airborne Surveillance and Control), S 100D, är en luftburen stridsledning och luftbevakningsplattform, baserad på Saab 340 AEW (Airborne Early Warning).
Systemet grundar sig på dels gamla FSR890 (Flygburen SpaningsRadar 890)/S 100B och en tillfällig lösning som SAAB och Ericsson tog fram då försvaret i Grekland beställde ett komplett system med Erieye radar med operatörsplatser ombord. Dock valde Grekland att ha en Embraer som bärarflygplan och innan dessa var klara så hyrde man under fyra år fram till år 2003 två av det svenska flygvapnets befintliga FSR890 som SAAB utrustade med två operatörsplatser samt installerade länksystem som var NATO-anpassade. Dessa länksystem var bland annat IJMS och Link 11. 
När Grekland fick sina egna system år 2003 kunde svenska flygvapnet antingen behålla flygplanen i grekernas utförande "S 100D Hellas" eller få tillbaka dem i originalutförande, dvs. som FSR 890. Flygvapnet valde dock att vidareutveckla befintligt system genom att lägga till ytterligare en operatörsplats och installera Link 16, HQII, IFF-system, Secure Voice samt uppgradera all mjukvara där bland annat symbolik m.m. anpassades enligt senaste NATO STANAG (Nato Standard Agreement). 
De två systemen levererades till Försvarsmakten i april 2009 och är fullt operativa sedan den 1 januari 2010.
Den 29 maj 2024 meddelade regeringen att man beslutat att skänka dessa till Ukraina.